# Lucius Iunius Caesennius Paetus (Konsul 79)
Lucius Iunius Caesennius Paetus war ein im 1. Jahrhundert n. Chr. lebender Angehöriger des römischen Senatorenstandes. In einer Inschrift wird sein Name als Lucius Caesennius Paetus angegeben.
Durch die Annales (Buch XV, 28) des Tacitus ist belegt, dass Paetus 63 als Tribunus militum unter Gnaeus Domitius Corbulo diente. Durch zwei Militärdiplome, die auf den 9. April und den 11. Juni 79 datiert sind, ist nachgewiesen, dass Paetus im Jahr 79 zusammen mit Publius Calvisius Ruso Suffektkonsul war; durch eine Inschrift sind sie als Konsuln bereits für den 1. März des Jahres belegt. Die beiden übten ihr Amt daher vermutlich vom 1. März bis zum 30. Juni aus. Das Konsulnpaar ist noch durch zwei weitere Inschriften belegt. Durch eine Inschrift ist nachgewiesen, dass er Statthalter (Proconsul) der Provinz Asia war; vermutlich war er im Amtsjahr 93/94 Statthalter.
Paetus ist der Sohn des gleichnamigen ordentlichen Konsuls von 61, Lucius Iunius Caesennius Paetus.